# Persone di cognome Maggi
| Questa pagina contiene informazioni ricavate automaticamente dalle voci biografiche con l'ausilio del template Bio e di un bot. L'aggiornamento è periodico e automatico e ricostruisce completamente la pagina. Se manca una persona in questa lista, sei pregato di non aggiungerla, ma accertati piuttosto che la sua voce biografica contenga il template Bio e che i dati anagrafici siano correttamente compilati. Se il template Bio manca, inseriscilo tu stesso o, in alternativa, metti l'avviso {{tmp\|Bio}} che ne segnala la mancanza. Se i dati riportati sono sbagliati, correggi direttamente la voce biografica; le modifiche saranno visibili in questa lista entro pochi giorni. Per chiarimenti vedi il progetto antroponimi. La lista contiene solo le 57 persone che sono citate nell'enciclopedia e per le quali è stato implementato correttamente il template Bio. Pagina aggiornata al 23 giu 2025. |

Questa è una lista di persone presenti nell'enciclopedia che hanno il cognome Maggi, suddivise per attività principale.

## Anarchici(1)
- Eugenio Maggi, anarchico e antifascista italiano (Genova, n. 1919 - Genova, † 2003)

## Architetti(3)
- Annibale Maggi, architetto italiano († 1504)
- Baldassare Maggi, architetto svizzero (Arogno - Arogno, † 1629)
- Pietro Maggi, architetto svizzero (Bruzella, n. 1756 - Colonnella, † 1817)

## Attori(2)
- Andrea Maggi, attore italiano (Torino, n. 1850 - Milano, † 1910)
- Luigi Maggi, attore e regista italiano (Torino, n. 1867 - Torino, † 1946)

## Attrici(4)
- Amina Pirani Maggi, attrice italiana (Verona, n. 1892 - Roma, † 1979)
- Diana Maggi, attrice argentina (Milano, n. 1925 - Buenos Aires, † 2022)
- Ethel Maggi, attrice italiana
- Maddalena Maggi, attrice cinematografica, attrice teatrale e regista teatrale italiana (Bari, n. 1974)

## Autori di giochi(1)
- Marco Maggi, autore di giochi italiano (Venezia)

## Biologi(1)
- Leopoldo Maggi, biologo, zoologo e geologo italiano (Rancio Valcuvia, n. 1840 - Pavia, † 1905)

## Calciatori(2)
- Carlo Maggi, calciatore italiano (Milano, n. 1894)
- Carlo Maggi, calciatore italiano (Milano, n. 1922)

## Cantanti(1)
- Plinio Maggi, cantante, compositore e paroliere italiano (Catania, n. 1940 - Catania, † 2019)

## Cestiste(1)
- Valentina Maggi, ex cestista argentina (n. 1985)

## Cestisti(1)
- Diego Maggi, ex cestista argentino (Buenos Aires, n. 1963)

## Direttori della fotografia(1)
- Giorgio Maggi, direttore della fotografia italiano

## Dirigenti sportivi(1)
- Luigi Maggi, dirigente sportivo italiano (Roma, n. 1958)

## Doppiatori(1)
- Enrico Maggi, doppiatore e attore teatrale italiano (Bergamo, n. 1950)

## Fantini(1)
- Romolo Maggi, fantino italiano (Proceno, n. 1906 - Roma, † 1967)

## Filosofi(1)
- Vincenzo Maggi, filosofo e letterato italiano (Pompiano, n. 1498 - Ferrara, † 1564)

## Giuristi(1)
- Girolamo Maggi, giurista, poeta e ingegnere italiano (Anghiari - Istanbul, † 1572)

## Insegnanti(1)
- Andrea Maggi, docente, scrittore e personaggio televisivo italiano (Pordenone, n. 1974)

## Lunghiste(1)
- Maurren Maggi, lunghista e ostacolista brasiliana (São Carlos, n. 1976)

## Matematici(2)
- Gian Antonio Maggi, matematico e fisico italiano (Milano, n. 1856 - Milano, † 1937)
- Pietro Maggi, matematico e poeta italiano (Verona, n. 1809 - Padova, † 1854)

## Medici(1)
- Bartolomeo Maggi, medico e anatomista italiano (Bologna, n. 1477 - Bologna, † 1552)

## Militari(1)
- Giorgio Maggi, militare italiano (Alessandria, n. 1917 - Bregu Saliut, † 1941)

## Nobili(2)
- Franceschina Maggi, nobile italiana (Brescia - Mantova)
- Ippolita Maggi, nobile italiana (Milano)

## Patrioti(1)
- Giulio Maggi, patriota italiano (Novara, n. 1846 - America)

## Piloti automobilistici(1)
- Aymo Maggi, pilota automobilistico italiano (Brescia, n. 1903 - Calino, † 1961)

## Pittori(3)
- Cesare Maggi, pittore italiano (Roma, n. 1881 - Torino, † 1961)
- Giovanni Maggi, pittore e incisore italiano (Roma, n. 1566 - Roma, † 1630)
- Pietro Maggi, pittore italiano (Milano)

## Politici(7)
- Berardo Maggi, politico italiano (Brescia, n. 1818 - Brescia, † 1882)
- Blairo Maggi, politico brasiliano (São Miguel do Iguaçu, n. 1956)
- Carlo Maria Maggi, politico italiano (Monza, n. 1895)
- Ernesto Maggi, politico italiano (Mola di Bari, n. 1935)
- Isidoro Maggi, politico, avvocato e imprenditore italiano (Arcidosso, n. 1840 - Arcidosso, † 1884)
- Lorenzo Maggi, politico italiano (Brindisi, n. 1942)
- Rocco Maggi, politico italiano (Crispiano, n. 1948 - Grottaglie, † 2024)

## Produttori cinematografici(1)
- Pete Maggi, produttore cinematografico italiano (Milano, n. 1964)

## Registi teatrali(1)
- Alessandro Maggi, regista teatrale italiano (Pordenone, n. 1966)

## Religiosi(1)
- Sebastiano Maggi, religioso italiano (Brescia, n. 1414 - Genova, † 1496)

## Scrittori(2)
- Carlo Maria Maggi, scrittore e commediografo italiano (Milano, n. 1630 - Milano, † 1699)
- Ettore Maggi, scrittore e traduttore italiano (Cagliari, n. 1967)

## Storici(2)
- Mario Maggi, storico italiano (Montefano, n. 1924 - Recanati, † 2013)
- Stefano Maggi, storico italiano (Lecco, n. 1966)

## Tastieristi(1)
- Diego Maggi, tastierista, arrangiatore e compositore italiano (Milano, n. 1977)

## Tennisti(1)
- Antonio Maggi, tennista italiano (Milano, n. 1932 - Milano, † 2012)

## Teologi(1)
- Alberto Maggi, teologo e biblista italiano (Ancona, n. 1945)

## Terroristi(1)
- Carlo Maria Maggi, terrorista italiano (Villanova del Ghebbo, n. 1934 - Venezia, † 2018)

## Umanisti(1)
- Octaviano Maggi, umanista italiano (Venezia - † 1586)

## Vescovi cattolici(2)
- Berardo Maggi, vescovo cattolico italiano (Brescia - Brescia, † 1308)
- Federico Maggi, vescovo cattolico italiano (Brescia, n. 1278 - Milano, † 1333)